# Boutros Marayati

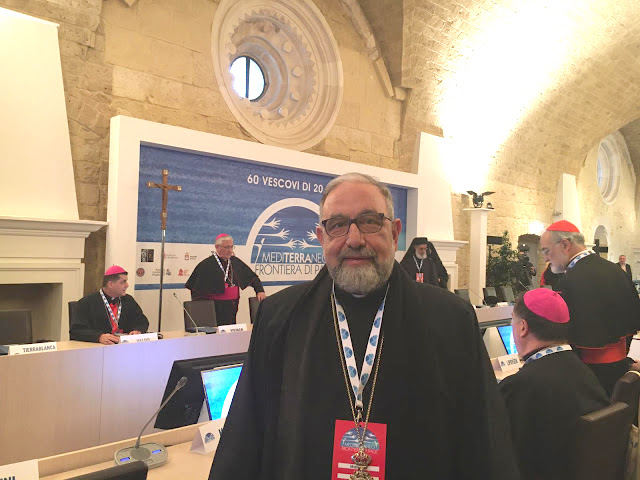
Boutros Marayati

Boutros Marayati (* 26. Februar 1948 in Aleppo, Syrien) ist ein syrischer Geistlicher und armenisch-katholischer Erzbischof von Aleppo.

## Leben
Boutros Marayati wurde am 4. Juli 1971 zum Priester geweiht. Seine Ernennung zum Erzbischof von Aleppo erfolgte am 21. August 1989. Der Patriarch von Kilikien Johannes Bedros XVIII. Kasparian ICPB spendete ihm am 4. Februar 1990 die Bischofsweihe. Mitkonsekratoren waren André Bedoglouyan ICPB, Weihbischof im Patriarchat von Kilikien, und Vartan Achkarian CAM, Kurienbischof im Patriarchat von Kilikien. Am 10. April 1992 wurde er zusätzlich zum Apostolischen Administrator der Eparchie Qamischli ernannt.
Vom 26. Mai bis zum 24. Oktober 2021 verwaltete er das Patriarchats von Kilikien während der Sedisvakanz als Patriarchaladministrator.
Mit der Wahl des neuen Bischofs durch die Synode des Patriarchat von Kilikien beendete Papst Franziskus seine Beauftragung zum Apostolischen Administrator von Qamischli am 20. August 2022 nach dreißig Jahren.

## Mitkonsekrator
Erzbischof Marayati war Mitkonsekrator bei Jean Teyrouz ICPB, späterer Kurienbischof im Patriarchat von Kilikien, Krikor-Okosdinos Coussa, Bischof von Iskanderiya in Ägypten und Mikaël Antoine Mouradian ICPB, Bischof von New York.

## Nahostsynode
Als Teilnehmer an der Sonderversammlung der Bischofssynode zum Nahen Osten im Oktober 2010 erklärte Marayati, dass ihm im „Grundlagentext der Synode, dem Instrumentum laboris, der Hinweis auf den Genozid an den armenischen Christen und auf den Genozid überhaupt an Christen, der heute noch anhält…fehle. Wir fragen uns: Gibt es etwa ein Projekt mit dem Ziel, den Nahen Osten christenfrei zu machen?“ Zur Lage der Christen im Heiligen Land sprach Boutros Marayati über eine Krise im ökumenischen Gespräch. „Ausdruck dieser Krise sei die schwierige Lage der orientalischen Kirchen, die in ihren jeweiligen Ländern jahrelang im ökumenischen Gespräch in vorderster Reihe mitgewirkt hätten“. Marayati äußerte zugleich „die Hoffnung, dass es sich nur um eine vorübergehende Abkühlung im Verhältnis zwischen den Kirchen handele und ein «neues Kapitel» im ökumenischen Gespräch aufgeschlagen werde. Dieses müsse über Bürokratie, Projekte und finanzielle Belange hinaus zu einem Geist der Brüderlichkeit, des Dialoges und der Gemeinschaft zwischen den Kirchen ermutigen“.